# Casa als Porxos (Lleida)
La Casa als Porxos és una obra amb elements noucentistes de Lleida inclosa a l'Inventari del Patrimoni Arquitectònic de Catalunya.

## Descripció
Edifici en xanfrà de planta baixa i quatre pisos, amb porxos als baixos. El tractament del parament és plà, amb obertures alineades verticalment i esgrafiats emmarcant-les. L'accés als pisos és per una caixa d'escales, i l'accés a l'edifici per sota els porxos. Destaquen la barbacana de fusta i l'esgrafiat amb una representació d'Esculapio.
Als porxos hi ha voltes, l'estructura és de fusta, existeixen murs de càrrega i la coberta és de teula àrab.

## Història
A l'esgrafiat hi figura la data de 1931. Ha perdut la intensitat del color.